# Regaliceratops

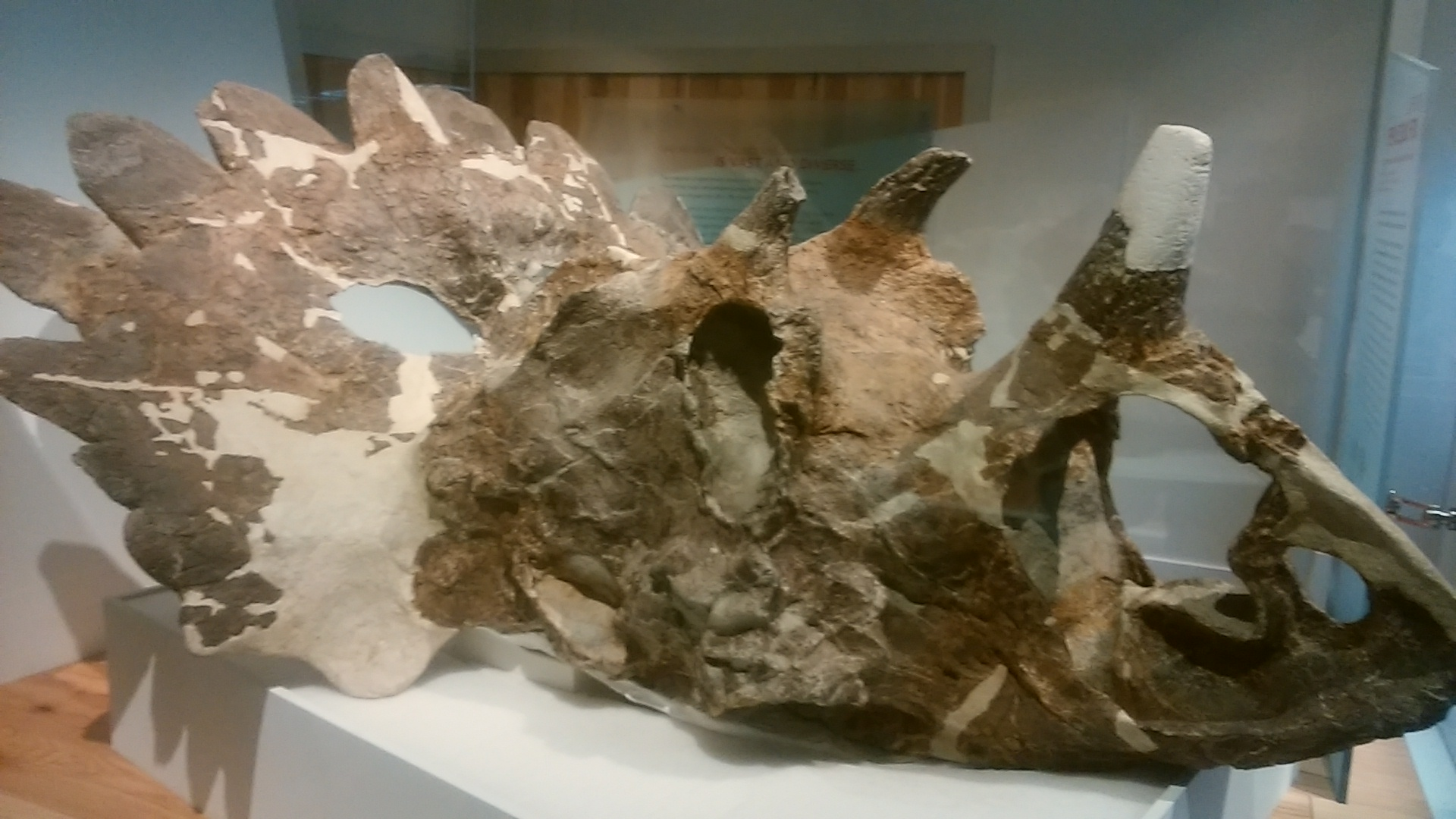
Het holotype TMP 2005.055.0001

Regaliceratops peterhewsi is een plantenetende ornithischische dinosauriër, behorend tot de Ceratopia, die tijdens het late Krijt leefde in het gebied van het huidige Canada.

## Vondst en naamgeving
In 2005 zag geoloog Peter Hews tijdens een tocht door de vallei van de Oldman River een snuit uit een rotswand van de oever steken. Hij waarschuwde het Royal Tyrrell Museum dat een team stuurde om met veel moeite het fossiel, dat een vrijwel complete schedel bleek te zijn, uit het harde gesteente te bevrijden. Een bijkomend probleem was dat er geen puin in het water mocht vallen omdat de rivier als het beschermde leefgebied geldt van de bedreigde Salvelinus confluentus, de Bull Trout. Daartoe werd een aparte kofferdam aangelegd. De schedel werd per helikopter naar bewoond gebied gebracht. Door de hardheid van de rots duurde het anderhalf jaar om het exemplaar te prepareren dat hierom de bijnaam Hellboy kreeg.
In 2015 benoemden en beschreven in het kort Caleb Marshall Brown en Donald Henderson de typesoort Regaliceratops peterhewsi. De geslachtsnaam verbindt een Latijn regalis, "koninklijk", een verwijzing naar zowel het feit dat het museum in 1990 van Elizabeth II van Engeland de aanduiding royal mocht dragen als naar de kroonvormige schedelkraag, met een verwijzing naar de Ceratopia, de "hoorngezichten". De soortaanduiding eert Hews.
Het holotype, TMP 2005.055.0001, is gevonden in een laag van de St. Mary River Formation die wellicht dateert uit het middelste Maastrichtien, ongeveer achtenzestig miljoen jaar oud. De precieze datering is echter onzeker daar de rotslagen bij de vindplaats niet continu doorlopen. Het bestaat uit een bijna complete schedel waaraan echter de snuitpunt ontbreekt. Door samendrukking is het fossiel ten dele vervormd geraakt. Daarbij waren in 2015 het achterhoofd en het verhemelte nog niet volledig geprepareerd zodat het omhullende gesteente het onmogelijk maakt die sectoren te beschrijven. Een eigenaardigheid van het benoemende artikel is dat Brown er een huwelijksaanzoek in opnam aan collega Lora O'Brien welke instemmend reageerde. De schedel wordt tentoongesteld in het Royal Tyrrell Museum. Het is de eerste ceratopide die in het zuidwesten van Alberta is gevonden.

## Beschrijving

### Grootte en onderscheidende kenmerken
Regaliceratops is een middelgrote ceratopide met een lengte van ongeveer vijf meter. Het gewicht is geschat op anderhalve ton.
De beschrijvers wisten enkele onderscheidende kenmerken vast te stellen. Sommige daarvan zijn autapomorfieën, unieke afgeleide eigenschappen. Op het midden van het nekschild bevindt zich een centraal epiparietale, de P0, welke naar voren en boven afstaat van de achterrand van het schild, de bovenste bolling naar achteren gericht heeft, en een driehoekige dwarsdoorsnede overdwars bezit. De middenrichel van het nekschild loopt over in dit centrale epiparietale. De eerste en tweede epiparietalia (P1 en P2) van beide zijden zijn lang, afgeplat en vijfhoekig of spadevormig.
Daarnaast is er een unieke combinatie van op zich niet unieke kenmerken. Op het postorbitale loopt een opvallende richel diagonaal van de wenkbrauwhoorn naar de basis van het squamosum. De pariëtaalvensters zijn klein, kleiner dan de oogkas. De kern van de neushoorn is groter dan de kernen van de wenkbrauwhoorns.

### Skelet

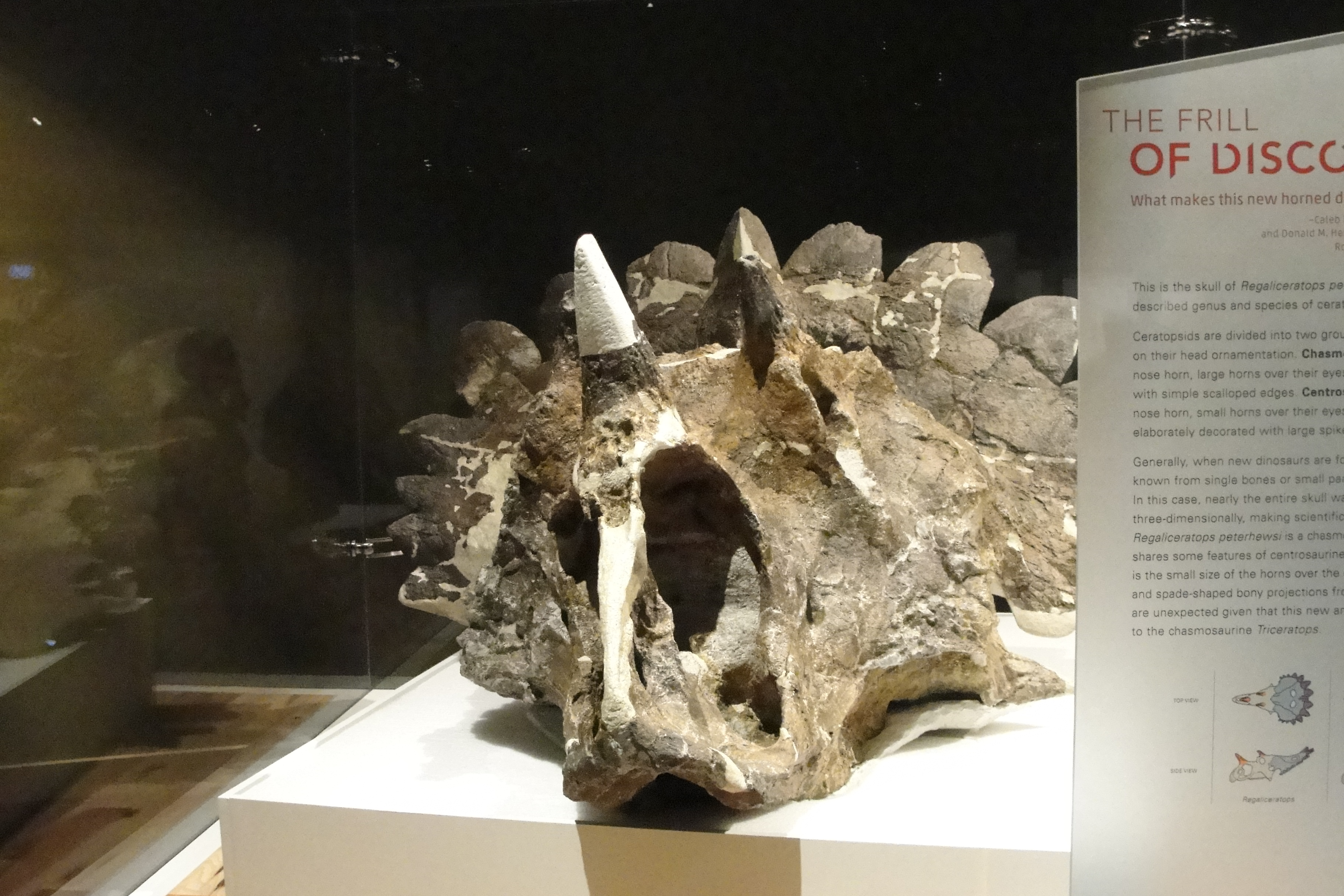
Het holotype van voren bezien

De schedel van Regaliceratops heeft een geschatte lengte van 157 centimeter. Het voorste rostrale, de beenkern van de bovensnavel, ontbreekt. De schedel heeft een hoge neus, een vrij lange neushoorn, smalle wenkbrauwhoorns en een meer verticaal dan horizontaal gericht vrij kort nekschild.
De praemaxillae zijn verbonden door een venster in het tussenschot. Deze opening wordt van achteren begrensd door een rechte beenbalk die niet naar voren in een dunne schort uitloopt. Een ongevorkte tak van constante dikte overdwars steekt van de praemaxilla uit tussen het neusbeen en het bovenkaaksbeen. Het neusgat is groot en strekt zich naar achteren tot over de tandrij uit. De neushoorn staat op de bovenrand van het neusgat in plaats van erachter, een basaal kenmerk. De neushoorn is recht, steekt verticaal en iets naar voren uit en heeft een druppelvormige doorsnede overdwars met de brede zijde naar voren gericht. De bewaarde lengte van de beenkern is 148 millimeter; de geschatte volledige lengte is tussen de vierentwintig en achtentwintig centimeter wat het tot een van de langste chasmosaurine neushoorns zou maken.
Achter de neushoorn, die daar geleidelijk omlaag kromt, bevindt zich maar een kort snuitgedeelte waarover de bovenste oogkas als het ware heentuurt. Het hogere gedeelte vormt een ruwe gezwollen beenwal en bestaat grotendeels uit het palpebrale, het wenkbrauwbot. De oogkas zelf is vrij hoog, zich diep naar beneden uitstrekkend. Iets achter de oogkas bevindt zich een kleine wenkbrauwhoorn. Deze kromt recht naar voren. De lengte is ongeveer veertien centimeter en de lengte van de nauwe basis elf centimeter. Op het eerste gezicht lijkt het dat deze hoorns afgebroken zijn maar in feite zijn ze recht afgesneden door een resorptieput. Een dergelijke holte leidt tot een betere aanhechting voor de hoornschacht. De voorhoofdsbeenderen tussen de wenkbrauwhoorns tonen een ovale fontanel.
Het is (nog) niet bekend hoeveel tandposities zich in het bovenkaaksbeen bevinden. Het jukbeen is niet heel lang en steekt spits naar beneden uit. De punt draagt een groot en kegelvormig epijugale. De basis van het epijugale heeft een overdwars een ronde doorsnede van zo'n tien centimeter. Achter de oogkas loopt over het postorbitale een dikke beenwal naar buiten en beneden tot aan de buitenste basis van het nekschild. De wal begrenst een grote uitholling op de achterste zijwand van de schedel. Op de wal liggen twee punten.

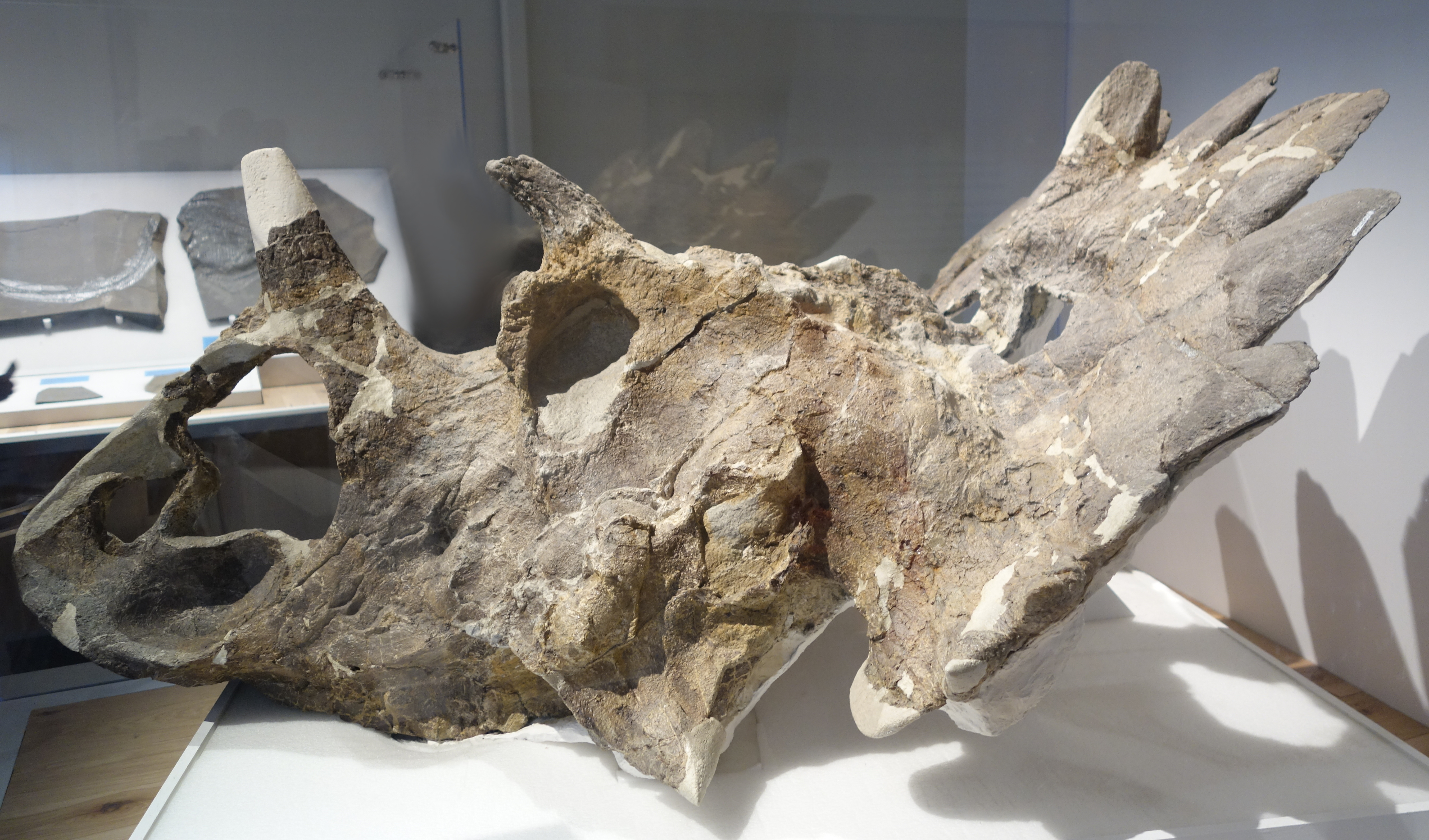
De schedel van de linkerzijde bezien

Het nekschild is opvallend kort voor een chasmosaurine. Het buigt in zijaanzicht in de basis abrupt schuin omhoog. Deze kenmerken kunnen echter overdreven zijn door vervorming van het fossiel. Zoals bewaard heeft het schild minder dan 70% van de lengte van de rest van de schedel en is zelfs korter dan de snuit. In bovenaanzicht is het erg rond. De achterrand vormt een brede gewelfde beenwal. Die loopt naar binnen over in twee uithollingen. In deze fossae bevinden zich de veel kleinere eigenlijke pariëtaalvensters die een wat onregelmatige omtrek hebben. Dit is een bouw die verder alleen bekend is van Nedoceratops en daar vaak verklaard is als het gevolg van een pathologie. Bij Regaliceratops althans lijkt het de normale niet-ziekelijke toestand te zijn. Onduidelijk is of de kleinere vensters gaten zijn die bij oudere dieren in de fossae begonnen te vallen, gelijk Jack Horner stelde dat een triceratops in een torosaurus veranderde, of juist een dichtgroeien van de vensters vertegenwoordigt. De pariëtaalvensters worden geheel omsloten door de wandbeenderen en raken de squamosa niet. De rand van het nekschild is bezet door grote osteodermen, vastgegroeide huidverbeningen, die regelmatig geplaatst zijn. Die van de achterrand, de epiparietalia, zijn tongvormig en zeer groot en plat. Ze doen denken aan de uitsteeksels bij Anchiceratops maar zijn nog groter en robuuster. Bij Anchiceratops bevindt zich centraal maar afstaand van de rand een delicaat afgeronde dubbele lob doch bij Regaliceratops ligt hier een grote naar boven en achteren uitstekende bultige osteoderm. Deze heeft overdwars een driehoekige doorsnede met de scherpe punt naar voren gericht en de achterrand afgerond. Op dit punt is de rand niet ingekeept. Deze P0 staat af van de rand maar steekt ook over de achterrand uit. De beenbalk tussen de pariëtaalvensters steekt hoog uit en de centrale osteoderm vormt daar nog een extra verheffing op. Dit suggereert een signaalfunctie van deze structuur bij het levende dier. Naast de P0 bevinden zich aan weerszijden twee langere en bredere epiparietalia. Op het squamosum, dat de zijrand van het schild vormt, liggen minstens vier
episquamosalia die naar voren in grootte afnemen. Wellicht dat op de voorste punt van de zijrand nog een osteoderm zit maar die is aan beide zijden verloren gegaan. Precies op de rand van squamosum en wandbeen ligt nog een grote osteoderm. zodat de hele reeks zich geleidelijk voortzet en zich minstens zeven epioccipitalia per zijde bevinden. De grote osteodermen aan de achterkant zijn de langste die bij de Chasmosaurinae bekend zijn met een lengte tot 201 millimeter.

## Fylogenie

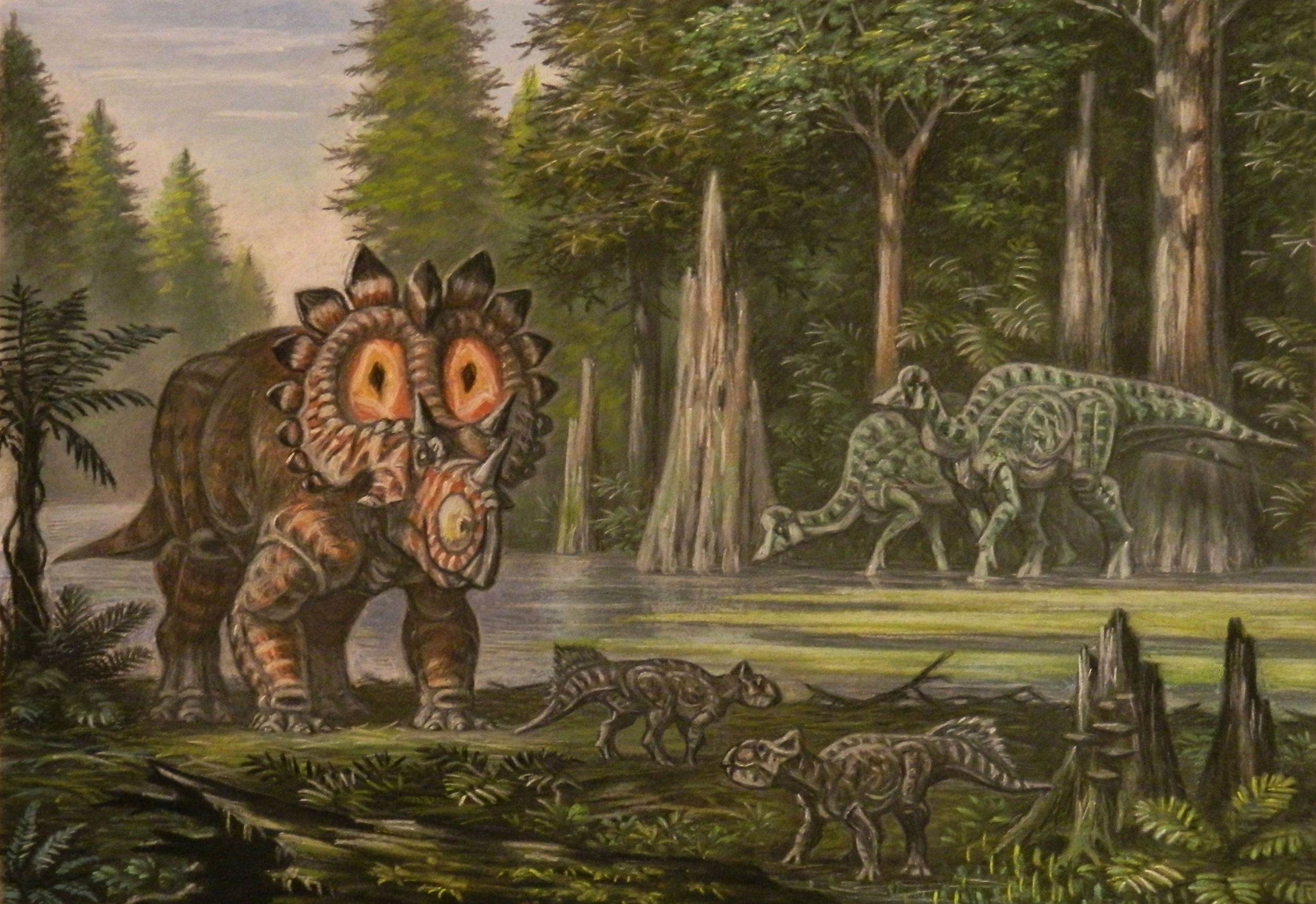
Ragaliceratops in zijn habitat

Regaliceratops is binnen de Ceratopidae in de Chasmosaurinae geplaatst. Het zou een lid zijn van de Triceratopini, dus de tak die binnen de chasmosaurinen naar Triceratops leidt. Die tak zou het zustertaxon zijn van de tak die Chasmosaurus bevat. Die laatste tak zou samen met de Centrosaurinae op het eind van het Campanien zijn uitgestorven wat ertoe leidde dat in een proces van convergente evolutie Regaliceratops kenmerken van de centrosaurinen begon te ontwikkelen, zoals een neushoorn die groter was dan de wenkbrauwhoorns. Al deze conclusies zijn echter gebaseerd op een kladistische analyse die alleen de vorm van de hoorns en het nekschild in beschouwing nam. Dat beperkt de betrouwbaarheid van de resultaten. In de analyse werd ervan uitgegaan dat de twee centrale lobben van Anchiceratops niet de P1's vertegenwoordigden zoals tot nu toe meestal aangenomen maar een splitsing van de P0. Dat betekende ook dat de nummering van de overige epiparietalia opschoof. Over het algemeen leidde dat ertoe dat hun vorm bij de verschillende soorten beter overeenkwam.
De precieze positie van Regaliceratops in de Triceratopini is onduidelijk. De soort staat boven Anchiceratops en Arrhinoceratops in de stamboom; zij vormt een met de huidige kennis niet verder uit te splitsen "kam" met Ojoceratops, Eotriceratops en een klade bestaande uit meer afgeleide Triceratopini waaronder verrassenderwijs ook Titanoceratops die althans in deze analyse niet nauw verwant is aan Pentaceratops. Hoewel vaag, komt de positie min of meer overeen met de bekende ouderdom van het fossiel daar Ojoceratops en Eoceratops ook in het wat vroegere Maastrichtien gevonden zijn en zich rond deze tijd ook de tak die naar Torosaurus en Triceratops loopt moet hebben afgesplitst. Met deze laatste tak heeft Regaliceratops het ronde nekschild met kleinere pariëtaalvensters gemeen.
In 2016 viel Regaliceratops in een andere analyse basaler uit, buiten de Triceratopini.
|  | Ojoceratops fowleri                                                          |
|  |                                                                              |
|  | Titanoceratops ouranos                                                       |
|  |                                                                              |
|  | Nedoceratops hatcheri                                                        |
|  |                                                                              |
|  | Torosaurus latus                                                             |
|  |                                                                              |
|  | "Torosaurus" utahensis                                                       |
|  |                                                                              |
|  | \| \| Triceratops prorsus \| \| \| \| \| \| Triceratops horridus \| \| \| \| |
|  |                                                                              |
|  | Triceratops prorsus                                                          |
|  |                                                                              |
|  | Triceratops horridus                                                         |
|  |                                                                              |

|  | Triceratops prorsus  |
|  |                      |
|  | Triceratops horridus |
|  |                      |

|  | Ojoceratops fowleri                                                          |
|  |                                                                              |
|  | Titanoceratops ouranos                                                       |
|  |                                                                              |
|  | Nedoceratops hatcheri                                                        |
|  |                                                                              |
|  | Torosaurus latus                                                             |
|  |                                                                              |
|  | "Torosaurus" utahensis                                                       |
|  |                                                                              |
|  | \| \| Triceratops prorsus \| \| \| \| \| \| Triceratops horridus \| \| \| \| |
|  |                                                                              |
|  | Triceratops prorsus                                                          |
|  |                                                                              |
|  | Triceratops horridus                                                         |
|  |                                                                              |

|  | Triceratops prorsus  |
|  |                      |
|  | Triceratops horridus |
|  |                      |

|  | Ojoceratops fowleri                                                          |
|  |                                                                              |
|  | Titanoceratops ouranos                                                       |
|  |                                                                              |
|  | Nedoceratops hatcheri                                                        |
|  |                                                                              |
|  | Torosaurus latus                                                             |
|  |                                                                              |
|  | "Torosaurus" utahensis                                                       |
|  |                                                                              |
|  | \| \| Triceratops prorsus \| \| \| \| \| \| Triceratops horridus \| \| \| \| |
|  |                                                                              |
|  | Triceratops prorsus                                                          |
|  |                                                                              |
|  | Triceratops horridus                                                         |
|  |                                                                              |

|  | Triceratops prorsus  |
|  |                      |
|  | Triceratops horridus |
|  |                      |

|  | Ojoceratops fowleri                                                          |
|  |                                                                              |
|  | Titanoceratops ouranos                                                       |
|  |                                                                              |
|  | Nedoceratops hatcheri                                                        |
|  |                                                                              |
|  | Torosaurus latus                                                             |
|  |                                                                              |
|  | "Torosaurus" utahensis                                                       |
|  |                                                                              |
|  | \| \| Triceratops prorsus \| \| \| \| \| \| Triceratops horridus \| \| \| \| |
|  |                                                                              |
|  | Triceratops prorsus                                                          |
|  |                                                                              |
|  | Triceratops horridus                                                         |
|  |                                                                              |

|  | Triceratops prorsus  |
|  |                      |
|  | Triceratops horridus |
|  |                      |

|  | Ojoceratops fowleri                                                          |
|  |                                                                              |
|  | Titanoceratops ouranos                                                       |
|  |                                                                              |
|  | Nedoceratops hatcheri                                                        |
|  |                                                                              |
|  | Torosaurus latus                                                             |
|  |                                                                              |
|  | "Torosaurus" utahensis                                                       |
|  |                                                                              |
|  | \| \| Triceratops prorsus \| \| \| \| \| \| Triceratops horridus \| \| \| \| |
|  |                                                                              |
|  | Triceratops prorsus                                                          |
|  |                                                                              |
|  | Triceratops horridus                                                         |
|  |                                                                              |

|  | Triceratops prorsus  |
|  |                      |
|  | Triceratops horridus |
|  |                      |

|  | Ojoceratops fowleri                                                          |
|  |                                                                              |
|  | Titanoceratops ouranos                                                       |
|  |                                                                              |
|  | Nedoceratops hatcheri                                                        |
|  |                                                                              |
|  | Torosaurus latus                                                             |
|  |                                                                              |
|  | "Torosaurus" utahensis                                                       |
|  |                                                                              |
|  | \| \| Triceratops prorsus \| \| \| \| \| \| Triceratops horridus \| \| \| \| |
|  |                                                                              |
|  | Triceratops prorsus                                                          |
|  |                                                                              |
|  | Triceratops horridus                                                         |
|  |                                                                              |

|  | Triceratops prorsus  |
|  |                      |
|  | Triceratops horridus |
|  |                      |

|  | Ojoceratops fowleri                                                          |
|  |                                                                              |
|  | Titanoceratops ouranos                                                       |
|  |                                                                              |
|  | Nedoceratops hatcheri                                                        |
|  |                                                                              |
|  | Torosaurus latus                                                             |
|  |                                                                              |
|  | "Torosaurus" utahensis                                                       |
|  |                                                                              |
|  | \| \| Triceratops prorsus \| \| \| \| \| \| Triceratops horridus \| \| \| \| |
|  |                                                                              |
|  | Triceratops prorsus                                                          |
|  |                                                                              |
|  | Triceratops horridus                                                         |
|  |                                                                              |

|  | Triceratops prorsus  |
|  |                      |
|  | Triceratops horridus |
|  |                      |

|  | Ojoceratops fowleri                                                          |
|  |                                                                              |
|  | Titanoceratops ouranos                                                       |
|  |                                                                              |
|  | Nedoceratops hatcheri                                                        |
|  |                                                                              |
|  | Torosaurus latus                                                             |
|  |                                                                              |
|  | "Torosaurus" utahensis                                                       |
|  |                                                                              |
|  | \| \| Triceratops prorsus \| \| \| \| \| \| Triceratops horridus \| \| \| \| |
|  |                                                                              |
|  | Triceratops prorsus                                                          |
|  |                                                                              |
|  | Triceratops horridus                                                         |
|  |                                                                              |

|  | Triceratops prorsus  |
|  |                      |
|  | Triceratops horridus |
|  |                      |

|  | Ojoceratops fowleri                                                          |
|  |                                                                              |
|  | Titanoceratops ouranos                                                       |
|  |                                                                              |
|  | Nedoceratops hatcheri                                                        |
|  |                                                                              |
|  | Torosaurus latus                                                             |
|  |                                                                              |
|  | "Torosaurus" utahensis                                                       |
|  |                                                                              |
|  | \| \| Triceratops prorsus \| \| \| \| \| \| Triceratops horridus \| \| \| \| |
|  |                                                                              |
|  | Triceratops prorsus                                                          |
|  |                                                                              |
|  | Triceratops horridus                                                         |
|  |                                                                              |

|  | Triceratops prorsus  |
|  |                      |
|  | Triceratops horridus |
|  |                      |

|  | Ojoceratops fowleri                                                          |
|  |                                                                              |
|  | Titanoceratops ouranos                                                       |
|  |                                                                              |
|  | Nedoceratops hatcheri                                                        |
|  |                                                                              |
|  | Torosaurus latus                                                             |
|  |                                                                              |
|  | "Torosaurus" utahensis                                                       |
|  |                                                                              |
|  | \| \| Triceratops prorsus \| \| \| \| \| \| Triceratops horridus \| \| \| \| |
|  |                                                                              |
|  | Triceratops prorsus                                                          |
|  |                                                                              |
|  | Triceratops horridus                                                         |
|  |                                                                              |

|  | Triceratops prorsus  |
|  |                      |
|  | Triceratops horridus |
|  |                      |

|  | Ojoceratops fowleri                                                          |
|  |                                                                              |
|  | Titanoceratops ouranos                                                       |
|  |                                                                              |
|  | Nedoceratops hatcheri                                                        |
|  |                                                                              |
|  | Torosaurus latus                                                             |
|  |                                                                              |
|  | "Torosaurus" utahensis                                                       |
|  |                                                                              |
|  | \| \| Triceratops prorsus \| \| \| \| \| \| Triceratops horridus \| \| \| \| |
|  |                                                                              |
|  | Triceratops prorsus                                                          |
|  |                                                                              |
|  | Triceratops horridus                                                         |
|  |                                                                              |

|  | Triceratops prorsus  |
|  |                      |
|  | Triceratops horridus |
|  |                      |

|  | Ojoceratops fowleri                                                          |
|  |                                                                              |
|  | Titanoceratops ouranos                                                       |
|  |                                                                              |
|  | Nedoceratops hatcheri                                                        |
|  |                                                                              |
|  | Torosaurus latus                                                             |
|  |                                                                              |
|  | "Torosaurus" utahensis                                                       |
|  |                                                                              |
|  | \| \| Triceratops prorsus \| \| \| \| \| \| Triceratops horridus \| \| \| \| |
|  |                                                                              |
|  | Triceratops prorsus                                                          |
|  |                                                                              |
|  | Triceratops horridus                                                         |
|  |                                                                              |

|  | Triceratops prorsus  |
|  |                      |
|  | Triceratops horridus |
|  |                      |

|  | Ojoceratops fowleri                                                          |
|  |                                                                              |
|  | Titanoceratops ouranos                                                       |
|  |                                                                              |
|  | Nedoceratops hatcheri                                                        |
|  |                                                                              |
|  | Torosaurus latus                                                             |
|  |                                                                              |
|  | "Torosaurus" utahensis                                                       |
|  |                                                                              |
|  | \| \| Triceratops prorsus \| \| \| \| \| \| Triceratops horridus \| \| \| \| |
|  |                                                                              |
|  | Triceratops prorsus                                                          |
|  |                                                                              |
|  | Triceratops horridus                                                         |
|  |                                                                              |

|  | Triceratops prorsus  |
|  |                      |
|  | Triceratops horridus |
|  |                      |

|  | Ojoceratops fowleri                                                          |
|  |                                                                              |
|  | Titanoceratops ouranos                                                       |
|  |                                                                              |
|  | Nedoceratops hatcheri                                                        |
|  |                                                                              |
|  | Torosaurus latus                                                             |
|  |                                                                              |
|  | "Torosaurus" utahensis                                                       |
|  |                                                                              |
|  | \| \| Triceratops prorsus \| \| \| \| \| \| Triceratops horridus \| \| \| \| |
|  |                                                                              |
|  | Triceratops prorsus                                                          |
|  |                                                                              |
|  | Triceratops horridus                                                         |
|  |                                                                              |

|  | Triceratops prorsus  |
|  |                      |
|  | Triceratops horridus |
|  |                      |

|  | Ojoceratops fowleri                                                          |
|  |                                                                              |
|  | Titanoceratops ouranos                                                       |
|  |                                                                              |
|  | Nedoceratops hatcheri                                                        |
|  |                                                                              |
|  | Torosaurus latus                                                             |
|  |                                                                              |
|  | "Torosaurus" utahensis                                                       |
|  |                                                                              |
|  | \| \| Triceratops prorsus \| \| \| \| \| \| Triceratops horridus \| \| \| \| |
|  |                                                                              |
|  | Triceratops prorsus                                                          |
|  |                                                                              |
|  | Triceratops horridus                                                         |
|  |                                                                              |

|  | Triceratops prorsus  |
|  |                      |
|  | Triceratops horridus |
|  |                      |

|  | Ojoceratops fowleri                                                          |
|  |                                                                              |
|  | Titanoceratops ouranos                                                       |
|  |                                                                              |
|  | Nedoceratops hatcheri                                                        |
|  |                                                                              |
|  | Torosaurus latus                                                             |
|  |                                                                              |
|  | "Torosaurus" utahensis                                                       |
|  |                                                                              |
|  | \| \| Triceratops prorsus \| \| \| \| \| \| Triceratops horridus \| \| \| \| |
|  |                                                                              |
|  | Triceratops prorsus                                                          |
|  |                                                                              |
|  | Triceratops horridus                                                         |
|  |                                                                              |

|  | Triceratops prorsus  |
|  |                      |
|  | Triceratops horridus |
|  |                      |